# Doronicum haussknechtii
Doronicum haussknechtii là một loài thực vật có hoa trong họ Cúc. Loài này được Cavill. mô tả khoa học đầu tiên năm 1911.